# فردریش اتو رودولف اشتورم
فردریش اتو رودولف اشتورم (انگلیسی: Friedrich Otto Rudolf Sturm؛ ۶ ژانویهٔ ۱۸۴۱ – ۱۲ آوریل ۱۹۱۹) یک دانشمند در زمینه هندسه اهل آلمان بود.